# Tortula paulsenii
Tortula paulsenii är en bladmossart som beskrevs av Brotherus 1906. Tortula paulsenii ingår i släktet tussmossor, och familjen Pottiaceae. Inga underarter finns listade i Catalogue of Life.